# Muzo
Muzo, pleme Indijanaca porodice Cariban s izvora rijeke Carare i doline Paima, istočno od plemena Colima, departman Cundinamarca, Kolumbija. 
Njihovi potomci danas se nazivaju imenom Guaqueros, a Poznati su iz sredine 1600.-tih godina. Rivet za glavna plemena navodi: Babures, Muzo, Notepí, Tetas de Ibama, Chaquipa i Suratema. 